# Sven Schäfer

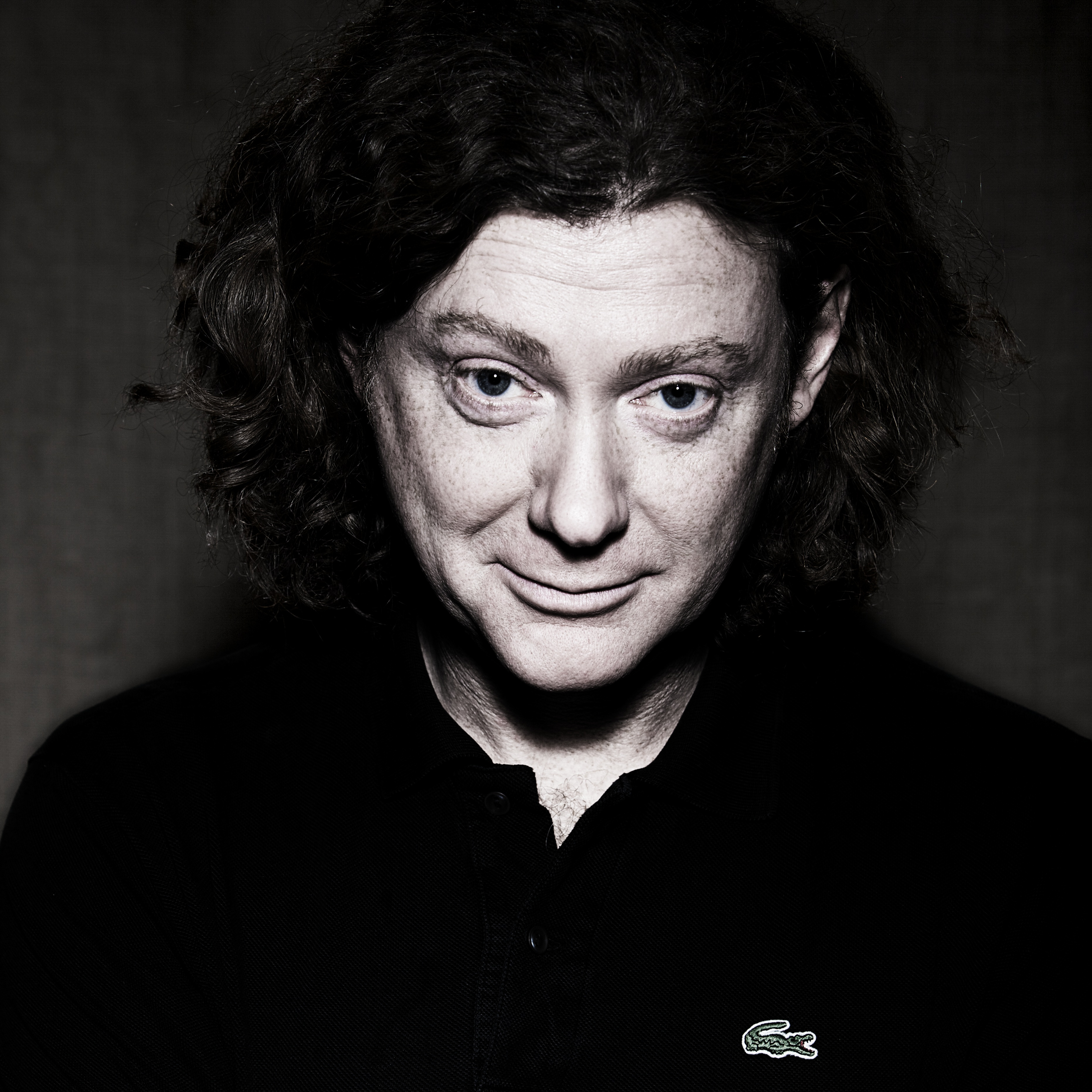
Sven Schäfer, 2012

Sven Schäfer (* 16. Januar 1971 in Wuppertal) ist ein deutscher Journalist und Verleger des Faze Magazins.

## Leben
Schäfer wurde als Jüngster von drei Brüdern geboren. Während seiner Schulzeit auf dem Wilhelm-Dörpfeld-Gymnasium in Wuppertal interessierte er sich für Journalistik und war Redaktionsmitglied der Schülerzeitung die unvollendete. Nach dem Abitur im Jahr 1990 begann er eine Ausbildung als Groß- und Außenhandelskaufmann im Wuppertaler Unternehmen Storchwerke und betätigte sich nebenbei als DJ. Als regelmäßiger Vinyl-Käufer wurde er auf die damals noch kostenlos ausliegende Raveline aufmerksam und bewarb sich dort als Tonträgerrezensent. Nach einigen Monaten der freien Mitarbeit wurde ihm vom damaligen Chefredakteur Felice Götze eine Festanstellung angeboten, die Schäfer im Jahr 1996 annahm. Mit Jesper Schäfers und Dirk Waltmann, die wie er Redakteur bei Raveline waren, gab Schäfer 1998 das Techno-Lexikon heraus, das bei Schwarzkopf & Schwarzkopf erschien.
Im Jahr 2000 begann Schäfer als Junior A&R-Manager für das zur Warner Music Group gehörende Label eastwest Records in Hamburg zu arbeiten, wo er Gruppen wie Toktok, Sono und Elektrochemie LK unter Vertrag nahm. Ende 2001 beschloss er, gemeinsam mit seinen Kompagnons Axel Lünebach und Jörg Offer ein eigenes Label in Köln zu gründen: Silly Spider Music mit den Sublabels Casa Rosso, Fittipaldi sowie Amontillado. Hier veröffentlichten u. a. Erick Morillo, Drax, DJ Hooligan oder Phil Fuldner und Moguai. Nach der Insolvenz von Silly Spider Music kehrte Schäfer zum Magazin Raveline als Chefredakteur zurück und blieb dort bis zur Insolvenz im Winter 2011. Nachdem eine Übernahme der Marke Raveline gescheitert war, gründete das Redaktionsteam das Magazin FAZE, das von 2012 bis 2015 in Köln ansässig war und seit 2016 in Wuppertal anzutreffen ist. Im März 2022 veröffentlichte FAZE seine Zehnjahres-Jubiläumsausgabe.

## Publikationen
- mit Jesper Schäfers und Dirk Waltmann: Techno-Lexikon. Schwarzkopf & Schwarzkopf, Berlin 1998.